# Sitar swami
Sitar swami é um pedal de efeitos para guitarra elétrica da Danelectro Inc., que imita o som de um sitar. Vendido na série que traz de volta os antigos efeitos dos anos 60. O pedal não "simula" bem uma cítara, mas produz um efeito bem psicodélico. Combina vários efeitos (possivelmente delay, fuzz, octave, flange) que lembra bem o timbre de alguns efeitos usados nos anos 60 e 70.